# Kentucky Down Under
Il Kentucky Down Under è uno zoo istituito nella città di Horse Cave, in Kentucky, fondato nel 1990, copre un'area di poco meno di 19 ettari.